# Einband-Europameisterschaft 2001

Logo CEB (ausrichtender Verband)

Veranstaltungsort: Duisburg

Die Einband-Europameisterschaft 2001 war das 48. Turnier in dieser Disziplin des Karambolagebillards und fand vom 26. Juni bis zum 1. Juli 2001 in Duisburg statt. Es war die neunte Einband-Europameisterschaft in Deutschland.

## Geschichte
Zum ersten Mal nach vier Bronzemedaillen schaffte es Jean Paul de Bruijn ins Finale einer Europameisterschaft. Hier war der Titelverteidiger Fabian Blondeel sein Gegner. In einem extrem defensiv geprägten Match setzte am Ende der Niederländer mit 150:127 in 25 Aufnahmen durch. Seine Freude war dann auch überschwänglich. Es war sein größter internationaler Erfolg. Schon im Halbfinale zeigten die beiden ihre Überlegenheit in diesem Turnier durch zwei klare Siege über Peter de Backer und Rafael Garcia.

## Turniermodus
Gespielt wurde eine Vor-Vor-Qualifikation mit 7 Gruppen à 3 bzw. 2 Spieler, wovon sich die 7 Gruppensieger und für die Vor-Qualifikation qualifizierten. Dann wurden in der Haupt-Qualifikation wieder 7 Gruppen à 3 Teilnehmer gebildet, in denen 14 gesetzte Spieler nach CEB-Rangliste und die sieben Sieler der Vor-Qualifikation sieben Plätze für das Hauptturnier ausspielten. Der Titelverteidiger war für das Hauptturnier gesetzt. Jetzt wurden 2 Gruppen à 4 Spieler gebildet. In der Vorqualifikationen wurde bis 100 Punkte gespielt. Danach wurde in der Haupt-Qualifikation bis 125 Punkte und in der Endrunde bis 150 Punkte gespielt. Die Gruppenersten und die Gruppenzweiten spielten im KO-System den Sieger aus. Der dritte Platz wurde nicht mehr ausgespielt. Damit gab es zwei Drittplatzierte
Bei MP-Gleichstand wird in folgender Reihenfolge gewertet:
1. MP = Matchpunkte
2. GD = Generaldurchschnitt
3. HS = Höchstserie

## Qualifikation

### Vor-Vor-Qualifikation
| MP    | Match Points (Sieger = 2; Unentschieden = 1; Verlierer = 0) |
| Pkte. | Erzielte Karambolagen                                       |
| Aufn. | Benötigte Versuche                                          |
| GD    | Generaldurchschnitt                                         |
| BED   | Bester Einzeldurchschnitt eines Spielers                    |
| HS    | Höchstserie                                                 |
|       | Bester GD des Turniers                                      |
|       | Bester ED des Turniers                                      |
|       | Beste HS des Turniers                                       |
|       | 1. Platz (Gold)                                             |
|       | 2. Platz (Silber)                                           |
|       | 3. Platz (Bronze)                                           |

| Abschlusstabelle Gruppe A | Abschlusstabelle Gruppe A | Abschlusstabelle Gruppe A | Abschlusstabelle Gruppe A | Abschlusstabelle Gruppe A | Abschlusstabelle Gruppe A | Abschlusstabelle Gruppe A | Abschlusstabelle Gruppe A |
| Platz                     | Name                      | MP                        | Pkte                      | Aufn.                     | GD                        | BED                       | HS                        |
| ------------------------- | ------------------------- | ------------------------- | ------------------------- | ------------------------- | ------------------------- | ------------------------- | ------------------------- |
| 1                         | Henri Tilleman            | 4:0                       | 200                       | 25                        | 8,00                      | 11,11                     | 39                        |
| 2                         | Francky Mustiére          | 2:2                       | 131                       | 35                        | 3,74                      | 3,84                      | 34                        |
| 3                         | Markus Melerski           | 0:4                       | 114                       | 42                        | 2,71                      | –                         | 13                        |

| Abschlusstabelle Gruppe B | Abschlusstabelle Gruppe B | Abschlusstabelle Gruppe B | Abschlusstabelle Gruppe B | Abschlusstabelle Gruppe B | Abschlusstabelle Gruppe B | Abschlusstabelle Gruppe B | Abschlusstabelle Gruppe B |
| Platz                     | Name                      | MP                        | Pkte                      | Aufn.                     | GD                        | BED                       | HS                        |
| ------------------------- | ------------------------- | ------------------------- | ------------------------- | ------------------------- | ------------------------- | ------------------------- | ------------------------- |
| 1                         | Ad Klijn                  | 4:0                       | 200                       | 33                        | 6,06                      | 6,25                      | 53                        |
| 2                         | Zein Abdou                | 2:2                       | 173                       | 71                        | 2,43                      | 1,81                      | 24                        |
| 3                         | Dirk Harwardt             | 0:4                       | 128                       | 72                        | 1,77                      | –                         | 9                         |

| Abschlusstabelle Gruppe C | Abschlusstabelle Gruppe C | Abschlusstabelle Gruppe C | Abschlusstabelle Gruppe C | Abschlusstabelle Gruppe C | Abschlusstabelle Gruppe C | Abschlusstabelle Gruppe C | Abschlusstabelle Gruppe C |
| Platz                     | Name                      | MP                        | Pkte                      | Aufn.                     | GD                        | BED                       | HS                        |
| ------------------------- | ------------------------- | ------------------------- | ------------------------- | ------------------------- | ------------------------- | ------------------------- | ------------------------- |
| 1                         | Jérôme Galerne            | 4:0                       | 200                       | 46                        | 4,34                      | 5,55                      | 22                        |
| 2                         | Lou van der Voort         | 2:2                       | 170                       | 57                        | 2,98                      | 2,56                      | 18                        |
| 3                         | Dimitrios Dolaptsis       | 0:4                       | 157                       | 67                        | 2,34                      | –                         | 12                        |

| Abschlusstabelle Gruppe D | Abschlusstabelle Gruppe D | Abschlusstabelle Gruppe D | Abschlusstabelle Gruppe D | Abschlusstabelle Gruppe D | Abschlusstabelle Gruppe D | Abschlusstabelle Gruppe D | Abschlusstabelle Gruppe D |
| Platz                     | Name                      | MP                        | Pkte                      | Aufn.                     | GD                        | BED                       | HS                        |
| ------------------------- | ------------------------- | ------------------------- | ------------------------- | ------------------------- | ------------------------- | ------------------------- | ------------------------- |
| 1                         | Martien van der Spoel     | 2:2                       | 186                       | 46                        | 4,04                      | 3,70                      | 19                        |
| 2                         | Thomas Nockemann          | 2:2                       | 182                       | 46                        | 3,95                      | 5,26                      | 51                        |

| Abschlusstabelle Gruppe E | Abschlusstabelle Gruppe E | Abschlusstabelle Gruppe E | Abschlusstabelle Gruppe E | Abschlusstabelle Gruppe E | Abschlusstabelle Gruppe E | Abschlusstabelle Gruppe E | Abschlusstabelle Gruppe E |
| Platz                     | Name                      | MP                        | Pkte                      | Aufn.                     | GD                        | BED                       | HS                        |
| ------------------------- | ------------------------- | ------------------------- | ------------------------- | ------------------------- | ------------------------- | ------------------------- | ------------------------- |
| 1                         | Bernard Baudoin           | 2:2                       | 172                       | 56                        | 3,07                      | 4,16                      | 21                        |
| 2                         | Jürgen Keul               | 2:2                       | 152                       | 56                        | 2,71                      | 3,12                      | 12                        |

| Abschlusstabelle Gruppe F | Abschlusstabelle Gruppe F | Abschlusstabelle Gruppe F | Abschlusstabelle Gruppe F | Abschlusstabelle Gruppe F | Abschlusstabelle Gruppe F | Abschlusstabelle Gruppe F | Abschlusstabelle Gruppe F |
| Platz                     | Name                      | MP                        | Pkte                      | Aufn.                     | GD                        | BED                       | HS                        |
| ------------------------- | ------------------------- | ------------------------- | ------------------------- | ------------------------- | ------------------------- | ------------------------- | ------------------------- |
| 1                         | Abdel Hamid Halawa        | 2:2                       | 63                        | 50                        | 1,26                      | –                         | 5                         |
| 2                         | Michael Schlieper (*)     | 2:2                       | 100                       | 50                        | 2,00                      | 2,00                      | 10                        |

| Abschlusstabelle Gruppe G | Abschlusstabelle Gruppe G | Abschlusstabelle Gruppe G | Abschlusstabelle Gruppe G | Abschlusstabelle Gruppe G | Abschlusstabelle Gruppe G | Abschlusstabelle Gruppe G | Abschlusstabelle Gruppe G |
| Platz                     | Name                      | MP                        | Pkte                      | Aufn.                     | GD                        | BED                       | HS                        |
| ------------------------- | ------------------------- | ------------------------- | ------------------------- | ------------------------- | ------------------------- | ------------------------- | ------------------------- |
| 1                         | Mohsen Fouda              | 2:2                       | 195                       | 83                        | 2,34                      | 2,70                      | 12                        |
| 2                         | Udo Mielke                | 2:2                       | 173                       | 83                        | 2,08                      | 2,17                      | 24                        |

(*) Schlieper trat zur zweiten Partie nicht an. 2:0 MP und Qualifikation für Halawa.

### Vor-Qualifikation
| Abschlusstabelle Gruppe A | Abschlusstabelle Gruppe A | Abschlusstabelle Gruppe A | Abschlusstabelle Gruppe A | Abschlusstabelle Gruppe A | Abschlusstabelle Gruppe A | Abschlusstabelle Gruppe A | Abschlusstabelle Gruppe A |
| Platz                     | Name                      | MP                        | Pkte                      | Aufn.                     | GD                        | BED                       | HS                        |
| ------------------------- | ------------------------- | ------------------------- | ------------------------- | ------------------------- | ------------------------- | ------------------------- | ------------------------- |
| 1                         | Jean Paul de Bruijn       | 4:0                       | 200                       | 19                        | 10,52                     | 11,11                     | 40                        |
| 2                         | Axel Büscher              | 2:2                       | 151                       | 18                        | 8,38                      | 11,11                     | 50                        |
| 3                         | Abdel Hamid Halawa        | 0:4                       | 44                        | 19                        | 2,31                      | –                         | 20                        |

| Abschlusstabelle Gruppe B | Abschlusstabelle Gruppe B | Abschlusstabelle Gruppe B | Abschlusstabelle Gruppe B | Abschlusstabelle Gruppe B | Abschlusstabelle Gruppe B | Abschlusstabelle Gruppe B | Abschlusstabelle Gruppe B |
| Platz                     | Name                      | MP                        | Pkte                      | Aufn.                     | GD                        | BED                       | HS                        |
| ------------------------- | ------------------------- | ------------------------- | ------------------------- | ------------------------- | ------------------------- | ------------------------- | ------------------------- |
| 1                         | Dave Christiani           | 2:2                       | 190                       | 23                        | 8,26                      | 8,33                      | 32                        |
| 2                         | Peter Volleberg           | 2:2                       | 155                       | 29                        | 5,34                      | 9,09                      | 34                        |
| 3                         | Mohsen Fouda              | 2:2                       | 155                       | 30                        | 5,16                      | 5,55                      | 19                        |

| Abschlusstabelle Gruppe C | Abschlusstabelle Gruppe C | Abschlusstabelle Gruppe C | Abschlusstabelle Gruppe C | Abschlusstabelle Gruppe C | Abschlusstabelle Gruppe C | Abschlusstabelle Gruppe C | Abschlusstabelle Gruppe C |
| Platz                     | Name                      | MP                        | Pkte                      | Aufn.                     | GD                        | BED                       | HS                        |
| ------------------------- | ------------------------- | ------------------------- | ------------------------- | ------------------------- | ------------------------- | ------------------------- | ------------------------- |
| 1                         | Martien van der Spoel     | 4:0                       | 200                       | 45                        | 4,44                      | 4,76                      | 36                        |
| 2                         | Marek Faus                | 2:2                       | 191                       | 51                        | 3,74                      | 3,70                      | 22                        |
| 3                         | Philippe Deraes           | 0:4                       | 141                       | 48                        | 2,93                      | –                         | 22                        |

| Abschlusstabelle Gruppe D | Abschlusstabelle Gruppe D | Abschlusstabelle Gruppe D | Abschlusstabelle Gruppe D | Abschlusstabelle Gruppe D | Abschlusstabelle Gruppe D | Abschlusstabelle Gruppe D | Abschlusstabelle Gruppe D |
| Platz                     | Name                      | MP                        | Pkte                      | Aufn.                     | GD                        | BED                       | HS                        |
| ------------------------- | ------------------------- | ------------------------- | ------------------------- | ------------------------- | ------------------------- | ------------------------- | ------------------------- |
| 1                         | Davy van Geel             | 4:0                       | 200                       | 34                        | 5,88                      | 7,69                      | 32                        |
| 2                         | Jos Bongers               | 2:2                       | 177                       | 24                        | 7,37                      | 33,33                     | 70                        |
| 3                         | Claude Bauduin            | 0:4                       | 45                        | 16                        | 2,81                      | –                         | 13                        |

| Abschlusstabelle Gruppe E | Abschlusstabelle Gruppe E | Abschlusstabelle Gruppe E | Abschlusstabelle Gruppe E | Abschlusstabelle Gruppe E | Abschlusstabelle Gruppe E | Abschlusstabelle Gruppe E | Abschlusstabelle Gruppe E |
| Platz                     | Name                      | MP                        | Pkte                      | Aufn.                     | GD                        | BED                       | HS                        |
| ------------------------- | ------------------------- | ------------------------- | ------------------------- | ------------------------- | ------------------------- | ------------------------- | ------------------------- |
| 1                         | Jérôme Galerne            | 4:0                       | 200                       | 35                        | 5,71                      | 8,33                      | 56                        |
| 2                         | Daniel Nielsen            | 2:2                       | 166                       | 50                        | 3,32                      | 3,70                      | 20                        |
| 3                         | Michael Mikkelsen         | 0:4                       | 114                       | 39                        | 2,92                      | –                         | 15                        |

| Abschlusstabelle Gruppe F | Abschlusstabelle Gruppe F | Abschlusstabelle Gruppe F | Abschlusstabelle Gruppe F | Abschlusstabelle Gruppe F | Abschlusstabelle Gruppe F | Abschlusstabelle Gruppe F | Abschlusstabelle Gruppe F |
| Platz                     | Name                      | MP                        | Pkte                      | Aufn.                     | GD                        | BED                       | HS                        |
| ------------------------- | ------------------------- | ------------------------- | ------------------------- | ------------------------- | ------------------------- | ------------------------- | ------------------------- |
| 1                         | Uwe Matuszak              | 3:1                       | 200                       | 45                        | 4,44                      | 5,00                      | 21                        |
| 2                         | Ad Klijn                  | 2:2                       | 179                       | 23                        | 7,78                      | 33,33                     | 68                        |
| 3                         | Patrick Niessen           | 1:3                       | 119                       | 28                        | 4,25                      | 4,00                      | 24                        |

| Abschlusstabelle Gruppe G | Abschlusstabelle Gruppe G | Abschlusstabelle Gruppe G | Abschlusstabelle Gruppe G | Abschlusstabelle Gruppe G | Abschlusstabelle Gruppe G | Abschlusstabelle Gruppe G | Abschlusstabelle Gruppe G |
| Platz                     | Name                      | MP                        | Pkte                      | Aufn.                     | GD                        | BED                       | HS                        |
| ------------------------- | ------------------------- | ------------------------- | ------------------------- | ------------------------- | ------------------------- | ------------------------- | ------------------------- |
| 1                         | Henri Tilleman            | 4:0                       | 200                       | 19                        | 10,52                     | 12,50                     | 68                        |
| 2                         | Bernard Villiers          | 2:2                       | 188                       | 20                        | 9,40                      | 8,33                      | 74                        |
| 3                         | Thomas Schioler           | 0:4                       | 122                       | 23                        | 5,30                      | –                         | 24                        |

### Haupt-Qualifikation
| Abschlusstabelle Gruppe A | Abschlusstabelle Gruppe A | Abschlusstabelle Gruppe A | Abschlusstabelle Gruppe A | Abschlusstabelle Gruppe A | Abschlusstabelle Gruppe A | Abschlusstabelle Gruppe A | Abschlusstabelle Gruppe A |
| Platz                     | Name                      | MP                        | Pkte                      | Aufn.                     | GD                        | BED                       | HS                        |
| ------------------------- | ------------------------- | ------------------------- | ------------------------- | ------------------------- | ------------------------- | ------------------------- | ------------------------- |
| 1                         | Rafael Garcia             | 4:0                       | 250                       | 30                        | 8,33                      | 15,62                     | 62                        |
| 2                         | Dave Christiani           | 2:2                       | 151                       | 33                        | 4,57                      | 5,00                      | 44                        |
| 3                         | Heinz Janzen              | 0:4                       | 169                       | 47                        | 3,59                      | –                         | 21                        |

| Abschlusstabelle Gruppe B | Abschlusstabelle Gruppe B | Abschlusstabelle Gruppe B | Abschlusstabelle Gruppe B | Abschlusstabelle Gruppe B | Abschlusstabelle Gruppe B | Abschlusstabelle Gruppe B | Abschlusstabelle Gruppe B |
| Platz                     | Name                      | MP                        | Pkte                      | Aufn.                     | GD                        | BED                       | HS                        |
| ------------------------- | ------------------------- | ------------------------- | ------------------------- | ------------------------- | ------------------------- | ------------------------- | ------------------------- |
| 1                         | Jordi Amell               | 3:1                       | 250                       | 38                        | 6,57                      | 7,81                      | 37                        |
| 2                         | Louis Edelin              | 2:2                       | 250                       | 37                        | 6,75                      | 7,81                      | 39                        |
| 3                         | Martien van der Spoel     | 1:3                       | 223                       | 43                        | 5,18                      | 5,95                      | 27                        |

| Abschlusstabelle Gruppe C | Abschlusstabelle Gruppe C | Abschlusstabelle Gruppe C | Abschlusstabelle Gruppe C | Abschlusstabelle Gruppe C | Abschlusstabelle Gruppe C | Abschlusstabelle Gruppe C | Abschlusstabelle Gruppe C |
| Platz                     | Name                      | MP                        | Pkte                      | Aufn.                     | GD                        | BED                       | HS                        |
| ------------------------- | ------------------------- | ------------------------- | ------------------------- | ------------------------- | ------------------------- | ------------------------- | ------------------------- |
| 1                         | Peter de Backer           | 4:0                       | 250                       | 15                        | 16,66                     | 25,00                     | 47                        |
| 2                         | Ferdinand Polman          | 2:2                       | 183                       | 28                        | 6,53                      | 5,34                      | 36                        |
| 3                         | Uwe Matuszak              | 0:4                       | 126                       | 33                        | 3,81                      | –                         | 24                        |

| Abschlusstabelle Gruppe D | Abschlusstabelle Gruppe D | Abschlusstabelle Gruppe D | Abschlusstabelle Gruppe D | Abschlusstabelle Gruppe D | Abschlusstabelle Gruppe D | Abschlusstabelle Gruppe D | Abschlusstabelle Gruppe D |
| Platz                     | Name                      | MP                        | Pkte                      | Aufn.                     | GD                        | BED                       | HS                        |
| ------------------------- | ------------------------- | ------------------------- | ------------------------- | ------------------------- | ------------------------- | ------------------------- | ------------------------- |
| 1                         | Michel van Silfhout       | 4:0                       | 250                       | 34                        | 7,35                      | 7,81                      | 47                        |
| 2                         | Martin Horn               | 2:2                       | 214                       | 29                        | 7,37                      | 9,61                      | 34                        |
| 3                         | Jérôme Galerne            | 0:4                       | 219                       | 31                        | 7,06                      | –                         | 30                        |

| Abschlusstabelle Gruppe E | Abschlusstabelle Gruppe E | Abschlusstabelle Gruppe E | Abschlusstabelle Gruppe E | Abschlusstabelle Gruppe E | Abschlusstabelle Gruppe E | Abschlusstabelle Gruppe E | Abschlusstabelle Gruppe E |
| Platz                     | Name                      | MP                        | Pkte                      | Aufn.                     | GD                        | BED                       | HS                        |
| ------------------------- | ------------------------- | ------------------------- | ------------------------- | ------------------------- | ------------------------- | ------------------------- | ------------------------- |
| 1                         | Alain Rémond              | 4:0                       | 250                       | 33                        | 7,57                      | 12,50                     | 33                        |
| 2                         | Davy van Geel             | 2:2                       | 159                       | 23                        | 6,91                      | 9,61                      | 49                        |
| 3                         | Vladislav Tauterman       | 0:4                       | 185                       | 36                        | 5,13                      | –                         | 27                        |

| Abschlusstabelle Gruppe F | Abschlusstabelle Gruppe F | Abschlusstabelle Gruppe F | Abschlusstabelle Gruppe F | Abschlusstabelle Gruppe F | Abschlusstabelle Gruppe F | Abschlusstabelle Gruppe F | Abschlusstabelle Gruppe F |
| Platz                     | Name                      | MP                        | Pkte                      | Aufn.                     | GD                        | BED                       | HS                        |
| ------------------------- | ------------------------- | ------------------------- | ------------------------- | ------------------------- | ------------------------- | ------------------------- | ------------------------- |
| 1                         | Jean Paul de Bruijn       | 4:0                       | 250                       | 27                        | 9,25                      | 13,88                     | 46                        |
| 2                         | Francisco Fortiana        | 2:2                       | 171                       | 32                        | 5,34                      | 5,43                      | 26                        |
| 3                         | Bernard Baudoin           | 0:4                       | 194                       | 41                        | 4,73                      | –                         | 32                        |

| Abschlusstabelle Gruppe G | Abschlusstabelle Gruppe G | Abschlusstabelle Gruppe G | Abschlusstabelle Gruppe G | Abschlusstabelle Gruppe G | Abschlusstabelle Gruppe G | Abschlusstabelle Gruppe G | Abschlusstabelle Gruppe G |
| Platz                     | Name                      | MP                        | Pkte                      | Aufn.                     | GD                        | BED                       | HS                        |
| ------------------------- | ------------------------- | ------------------------- | ------------------------- | ------------------------- | ------------------------- | ------------------------- | ------------------------- |
| 1                         | Arnim Kahofer             | 4:0                       | 250                       | 37                        | 6,75                      | 9,61                      | 32                        |
| 2                         | Henri Tilleman            | 2:2                       | 237                       | 26                        | 9,11                      | 9,61                      | 41                        |
| 3                         | Xavier Gretillat          | 0:4                       | 167                       | 37                        | 4,51                      | –                         | 27                        |

## Hauptturnier

### Gruppenphase
| Abschlusstabelle Gruppe A | Abschlusstabelle Gruppe A | Abschlusstabelle Gruppe A | Abschlusstabelle Gruppe A | Abschlusstabelle Gruppe A | Abschlusstabelle Gruppe A | Abschlusstabelle Gruppe A | Abschlusstabelle Gruppe A |
| Platz                     | Name                      | MP                        | Pkte                      | Aufn.                     | GD                        | BED                       | HS                        |
| ------------------------- | ------------------------- | ------------------------- | ------------------------- | ------------------------- | ------------------------- | ------------------------- | ------------------------- |
| 1                         | Fabian Blondeel           | 5:1                       | 450                       | 39                        | 11,53                     | 15,00                     | 50                        |
| 2                         | Rafael Garcia             | 4:2                       | 450                       | 43                        | 10,46                     | 13,63                     | 50                        |
| 3                         | Jordi Amell               | 3:3                       | 397                       | 47                        | 8,44                      | 8,33                      | 31                        |
| 4                         | Alain Rémond              | 0:4                       | 311                       | 45                        | 6,91                      | –                         | 29                        |

| Abschlusstabelle Gruppe B | Abschlusstabelle Gruppe B | Abschlusstabelle Gruppe B | Abschlusstabelle Gruppe B | Abschlusstabelle Gruppe B | Abschlusstabelle Gruppe B | Abschlusstabelle Gruppe B | Abschlusstabelle Gruppe B |
| Platz                     | Name                      | MP                        | Pkte                      | Aufn.                     | GD                        | BED                       | HS                        |
| ------------------------- | ------------------------- | ------------------------- | ------------------------- | ------------------------- | ------------------------- | ------------------------- | ------------------------- |
| 1                         | Jean Paul de Bruijn       | 5:1                       | 450                       | 31                        | 14,51                     | 18,75                     | 46                        |
| 2                         | Peter de Backer           | 4:2                       | 367                       | 38                        | 9,65                      | 10,71                     | 36                        |
| 3                         | Michel van Silfhout       | 2:4                       | 344                       | 34                        | 10,11                     | 21,42                     | 64                        |
| 4                         | Arnim Kahofer             | 1:5                       | 345                       | 33                        | 10,45                     | 12,50                     | 44                        |

### KO-Phase
|  | Halbfinale          | Halbfinale | Halbfinale | Halbfinale | Halbfinale | Halbfinale |                     |                 | Finale | Finale | Finale | Finale | Finale | Finale |
|  |                     |            |            |            |            |            |                     |                 |        |        |        |        |        |        |
|  |                     | MP         | Pkt.       | Aufn.      | GD         | HS         |                     |                 |        |        |        |        |        |        |
|  |                     | MP         | Pkt.       | Aufn.      | GD         | HS         |                     |                 |        |        |        |        |        |        |
|  | Jean Paul de Bruijn | 2          | 150        | 8          | 18,75      | ?          |                     |                 |        |        |        |        |        |        |
|  | Jean Paul de Bruijn | 2          | 150        | 8          | 18,75      | ?          |                     | MP              | Pkt.   | Aufn.  | GD     | HS     |        |        |
|  | Rafael Garcia       | 0          | 17         | 8          | 2,12       | ?          |                     | MP              | Pkt.   | Aufn.  | GD     | HS     |        |        |
|  | Rafael Garcia       | 0          | 17         | 8          | 2,12       | ?          | Jean Paul de Bruijn | 2               | 150    | 25     | 6,00   | ?      |        |        |
|  |                     | MP         | Pkt.       | Aufn.      | GD         | HS         | Jean Paul de Bruijn | 2               | 150    | 25     | 6,00   | ?      |        |        |
|  |                     | MP         | Pkt.       | Aufn.      | GD         | HS         |                     | Fabian Blondeel | 0      | 127    | 25     | 5,08   | ?      |        |
|  | Fabian Blondeel     | 2          | 150        | 6          | 25,00      | ?          |                     | Fabian Blondeel | 0      | 127    | 25     | 5,08   | ?      |        |
|  | Fabian Blondeel     | 2          | 150        | 6          | 25,00      | ?          |                     |                 |        |        |        |        |        |        |
|  | Peter de Backer     | 0          | 48         | 6          | 8,00       | ?          |                     |                 |        |        |        |        |        |        |
|  | Peter de Backer     | 0          | 48         | 6          | 8,00       | ?          |                     |                 |        |        |        |        |        |        |

## Abschlusstabelle
| MP    | Match Points (Sieger = 2; Unentschieden = 1; Verlierer = 0) |
| Pkte. | Erzielte Karambolagen                                       |
| Aufn. | Benötigte Versuche                                          |
| GD    | Generaldurchschnitt                                         |
| BED   | Bester Einzeldurchschnitt eines Spielers                    |
| HS    | Höchstserie                                                 |
|       | Bester GD des Turniers                                      |
|       | Bester ED des Turniers                                      |
|       | Beste HS des Turniers                                       |
|       | 1. Platz (Gold)                                             |
|       | 2. Platz (Silber)                                           |
|       | 3. Platz (Bronze)                                           |

| Phase                               | Platz | Name                | MP  | Pkt. | Aufn. | GD    | BED   | HS |
| ----------------------------------- | ----- | ------------------- | --- | ---- | ----- | ----- | ----- | -- |
| Finale                              | 1     | Jean Paul de Bruijn | 9:1 | 750  | 64    | 11,71 | 18,75 | 57 |
| Finale                              | 2     | Fabian Blondeel     | 7:3 | 727  | 70    | 10,38 | 25,00 | 50 |
| Halb- finale                        | 3     | Peter de Backer     | 4:4 | 415  | 44    | 9,43  | 10,71 | 36 |
| Halb- finale                        | 3     | Rafael Garcia       | 4:4 | 467  | 51    | 9,15  | 13,63 | 50 |
| Gruppen- phase                      | 5     | Jordi Amell         | 3:3 | 397  | 47    | 8,44  | 8,33  | 31 |
| Gruppen- phase                      | 6     | Michel van Silfhout | 2:4 | 344  | 34    | 10,11 | 21,42 | 64 |
| Gruppen- phase                      | 7     | Arnim Kahofer       | 1:5 | 345  | 33    | 10,45 | 12,50 | 44 |
| Gruppen- phase                      | 8     | Alain Rémond        | 0:4 | 311  | 45    | 6,91  | –     | 29 |
| Turnierdurchschnitt: Endrunde: 9,68 |       |                     |     |      |       |       |       |    |